# Florémont
Florémont – miejscowość i gmina we Francji, w regionie Grand Est, w departamencie Wogezy.
Według danych na rok 1990 gminę zamieszkiwało 445 osób, a gęstość zaludnienia wynosiła 55 osób/km² (wśród 2335 gmin Lotaryngii Florémont plasuje się na 630. miejscu pod względem liczby ludności, natomiast pod względem powierzchni na miejscu 741.).